# Лейквілл (Массачусетс)
Лейквілл (англ. Lakeville) — місто (англ. town) в США, в окрузі Плімут штату Массачусетс. Населення — 11 523 особи (2020).

## Демографія
Згідно з переписом 2010 року, у місті мешкали 10 602 особи в 3725 домогосподарствах у складі 2912 родин. Було 4177 помешкань
Расовий склад населення:
| - 96,8 % — білих - 0,8 % — чорних або афроамериканців - 0,8 % — азіатів - 0,1 % — корінних американців |

До двох чи більше рас належало 1,1 %. Частка іспаномовних становила 0,9 % від усіх жителів.
За віковим діапазоном населення розподілялося таким чином: 25,3 % — особи молодші 18 років, 62,2 % — особи у віці 18—64 років, 12,5 % — особи у віці 65 років та старші. Медіана віку мешканця становила 42,4 року. На 100 осіб жіночої статі у місті припадало 96,1 чоловіків;  на 100 жінок у віці від 18 років та старших — 92,9 чоловіків також старших 18 років.
Середній дохід на одне домашнє господарство  становив 116 209 доларів США (медіана — 98 015), а середній дохід на одну сім'ю — 126 252 долари (медіана — 111 804). Медіана доходів становила 66 655 доларів для чоловіків та 52 807 доларів для жінок. За межею бідності перебувало 3,2 % осіб, у тому числі 4,2 % дітей у віці до 18 років та 3,2 % осіб у віці 65 років та старших.
Цивільне працевлаштоване населення становило 6245 осіб. Основні галузі зайнятості: освіта, охорона здоров'я та соціальна допомога — 23,3 %, роздрібна торгівля — 12,5 %, науковці, спеціалісти, менеджери — 11,0 %.